# Robert Kiprop Koech
Robert Kiprop (* 25. Februar 1997) ist ein kenianischer Langstreckenläufer.

## Sportliche Laufbahn
Erste Erfahrungen bei internationalen Meisterschaften sammelte Robert Kiprop bei den Afrikaspielen 2019 in Rabat, bei denen er mit 13:30,96 min die Goldmedaille im 5000-Meter-Lauf gewann.

## Persönliche Bestzeiten
- 3000 Meter: 7:59,71 min, 14. Juni 2017 in Nairobi
- 5000 Meter: 13:21,86 min, 21. August 2019 in Nairobi